# لندمارک ۸۱
لندمارک ۸۱ (انگلیسی: Landmark 81) ساختمان اداری مسکونی ۸۱ طبقه مستقر در شهر هوشی‌مین، ویتنام است که در سال ۲۰۱۸ احداث گردید و هم‌اکنون بلندترین ساختمان ویتنام می‌باشد.